# Долній Земон
Долній Земон (словен. Dolnji Zemon) — поселення в общині Ілірська Бистриця, Регіон Нотрансько-крашка, Словенія. Висота над рівнем моря: 449,2 м.